# Ashtead Group
Die Ashtead Group ist eine börsennotierte Unternehmensgruppe aus dem Vereinigten Königreich, die Investitionsgüter wie Hebebühnen, Baugeräte, Pumpen, Generatoren und Sicherheitsabsperrungen vermietet.
Die Ashtead Group ist im Vereinigten Königreich unter dem Namen A-Plant und in den USA und Kanada als Sunbelt aktiv. Der wichtigste Markt für Ashtead sind die Vereinigten Staaten, wo im Geschäftsjahr 2019 85 % des Konzernumsatzes erwirtschaftet wurden. Den größten Anteil an der Flotte der vermieteten Güter haben Hebebühnen.
Ashtead wurde 1947 unter dem Namen Ashtead Plant Hire Company Limited gegründet und wurde ab 1986 an der London Stock Exchange gelistet. Im Jahr 1990 übernahm Ashtead den US-amerikanischen Wettbewerber Sunbelt Rentals mit Sitz in Charlotte und legte damit den Grundstein für die Unternehmensaktivitäten in den USA. Mit der Übernahme des Vermietungsgeschäfts von Rentokil Initial in den Vereinigten Staaten wurde die Größe des Geschäftsbereichs Sunbelt Rentals im Jahr 2000 verdoppelt. Durch die Akquisition von NationsRent 2006 wurde die Ashtead Group mit Sunbelt zum zweitgrößten Equipmentvermieter in den USA.